# 蒂博
蒂博（Thibaud）是加勒比海岛国多米尼克北海岸的一个村庄。由圣安德鲁区负责管辖，位于维埃伊卡斯附近，2001年人口584人。蒂博的主要产业是渔业和农业。